# Мозелгау
Мозелгау (на френски: Moselgau) е средновековно графство в долината на река Мозел от Мец до днешната граница между Люксембург и Германия. Столица на Мозелгау известно време е град Мец. Мозелгау е базис на Графство Люксембург.

## Графове в Мозелгау
- Адалхард II (* ок. 840, † 889/890), граф на Мец или Мозелгау (Матфриди)
- Зигфрид I (919 – 998), 963 – 998 граф в Мозелгау (Вигерихиди) от фамилията на херцозите на Лотарингия
- Гизелберт († 1004), син на Зигфрид I, граф в Мозелгау
- Фридрих (965 – 1019), граф в Мозелгау, брат на Гизелберт